# Unizet
UNITRA-UNIZET Sp. z o.o. – dawniej Centrala Techniczno-Handlowa Podzespołów Elektronicznych Przedsiębiorstwo Państwowe, z dniem 01.12.2007 na mocy ustawy o komercjalizacji i prywatyzacji (Dz.U. z 1996 nr 118, poz. 561) przekształcone zostało w jednoosobową spółkę skarbu państwa. Zajmuje się sprzedażą elementów i podzespołów elektronicznych.
W PRL należało do zjednoczenia Unitra. Mimo rozwiązania zjednoczenia, firma UNITRA-UNIZET zdołała się utrzymać.
Aktualnie w stanie likwidacji.